# بهترین‌های بروکلین
بهترین‌های بروکلین (به انگلیسی: Brooklyn's Finest) یک فیلم جنایی آمریکایی محصول سال ۲۰۱۰ به کارگردانی آنتونی فوکوآ است. در این فیلم بازیگرانی همچون ریچارد گی‌یر، دان چیدل، وسلی اسنایپس، ایتن هاک، وینسنت دن آفریو، لیلی تیلور، شانون کین، ویل پاتون، الن بارکین، جسی ویلیامز و راکوئل کاسترو ایفای نقش کرده‌اند. این فیلم در جشنواره فیلم ساندنس سال ۲۰۰۹ در ۱۶ ژانویه ۲۰۰۹ به نمایش درآمد و در ۵ مارس ۲۰۱۰ در ایالات متحده اکران شد.

## داستان
فیلم در مورد سه مأمور پلیس متفاوت در بروکلین است که بعد از پیمودن مسیرهای مختلفی که در پی گرفته‌اند، گذر همگی شان به یک منطقه خطرناک در شهر می‌افتد.

## تولید
این فیلم در سه منطقه منهتن، کوئینز و بروکلین در شهر نیویورک در ژوئیه ۲۰۰۸ فیلمبرداری شد.

## بازخوردها
این فیلم بر اساس ۳۳ نقد از منتقدان جریان اصلی، امتیاز ۴۳٪ را در متاکریتیک دریافت کرد. تماشاگران در نظرسنجی سینماسکور به فیلم نمره متوسط "C" در مقیاس A + تا F دادند.